# Ranking Samorządów „Rzeczpospolitej”

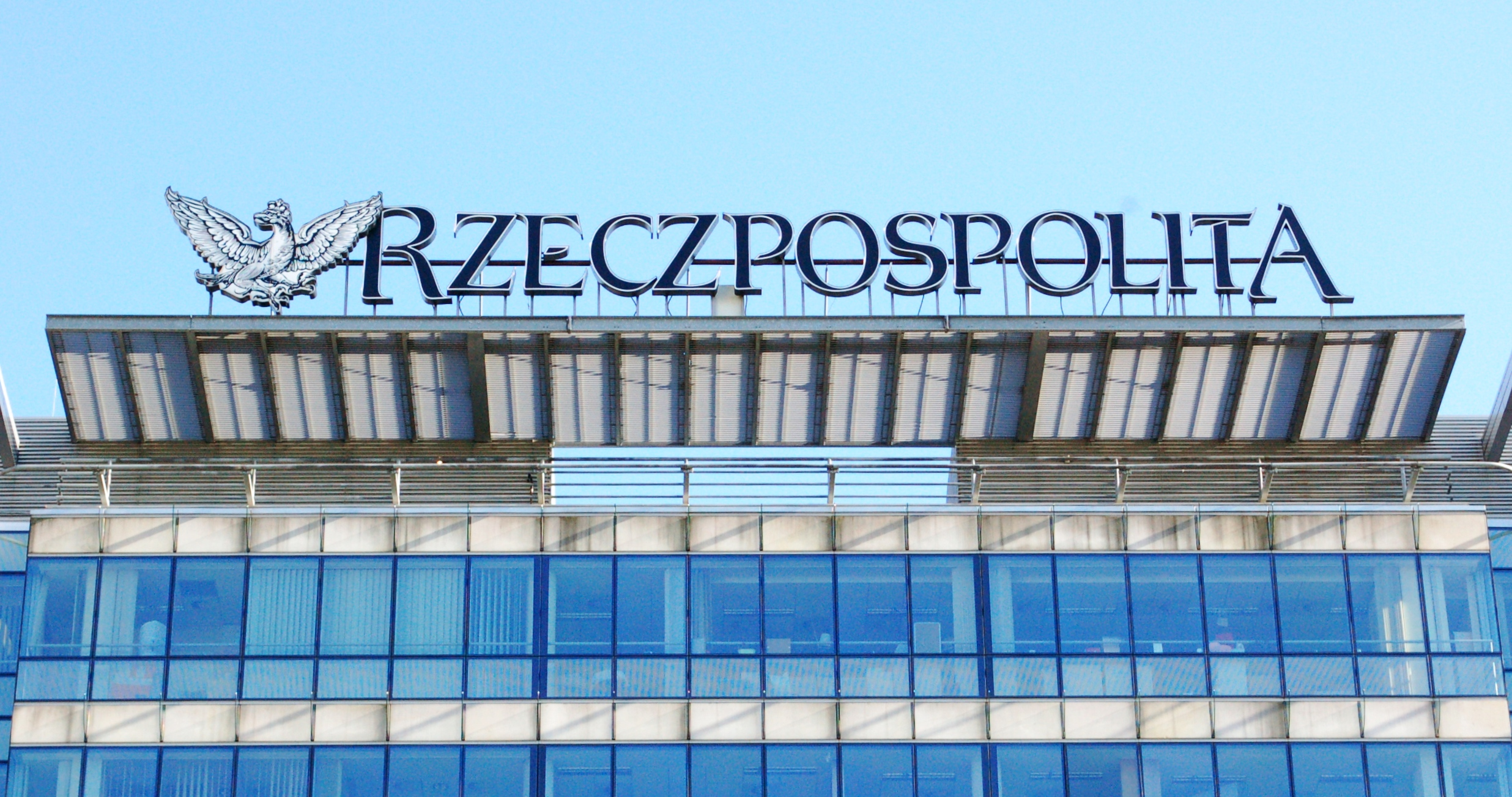
Siedziba organizatora rankingu – dziennika Rzeczpospolita

Ranking Samorządów „Rzeczpospolitej” – ranking samorządów terytorialnych sporządzany corocznie od 2004 roku przez dziennik „Rzeczpospolita”. Ranking ma na celu wyłonienie samorządów najlepiej dbających o zrównoważony rozwój na zarządzanym przez nie obszarze, poprzez weryfikację skuteczności działań samorządu w kształtowaniu rozwoju w kategoriach: trwałości ekonomicznej, trwałości środowiskowej, trwałości społecznej oraz w zakresie jakości zarządzania.

## Metodologia
Badaniu poddawane są wszystkie (z wyłączeniem Warszawy) polskie gminy, miasta i miasta na prawach powiatu. W 2020 roku w czterech kategoriach oceniane było ok. 50 wskaźników, w tym:
- w kategorii trwałość ekonomiczno-finansowa – dotyczące zdolności samorządu do zwiększania dochodów własnych, korzystania z zewnętrznych źródeł finansowania,  efektywności zarządzania finansami i dotyczące budowy potencjału rozwojowego. W tej kategorii samorządy zdobyć mogły maksymalnie 30 punktów.
- w kategorii trwałość społeczna – mające wpływ na jakość życia mieszkańców i budowę społeczeństwa obywatelskiego, w tym dane o wydatkach samorządu w celu poprawy jakości życia (edukacja, kultura, sport i rekreacja, transport publiczny) oraz mierzalne efekty tych wydatków, a także działania nie wymagające dużych nakładów finansowych, jak np. budżet obywatelski, współpraca z organizacjami pozarządowymi. Maksymalną ilością punktów do zdobycia w tej kategorii było 34.
- w kategorii trwałość środowiskowa – wskaźniki związane z ochroną środowiska i dostosowaniem do zmian klimatycznych (gospodarka odpadami, gospodarka wodno-ściekowa, ograniczenie emisji smogu i spalin). W tej kategorii maksymalna ilość punktów wynosiła 26 (lub 28[b]).
- w kategorii jakość zarządzania – wskaźniki związane z poziomem zarządzania urzędem, procesem uchwałodawczym i współpracą z innymi samorządami. Można było tu zdobyć 10 punktów.

Ogółem do zdobycia w czterech kategoriach było 100 punktów (lub 102).
Ranking samorządów jest przygotowywany osobno dla trzech kategorii jednostek terytorialnych. Osobne kategorie stanowią:
- gminy wiejskie,
- gminy miejskie i miejsko-wiejskie,
- miasta na prawach powiatu.

## Kapituła

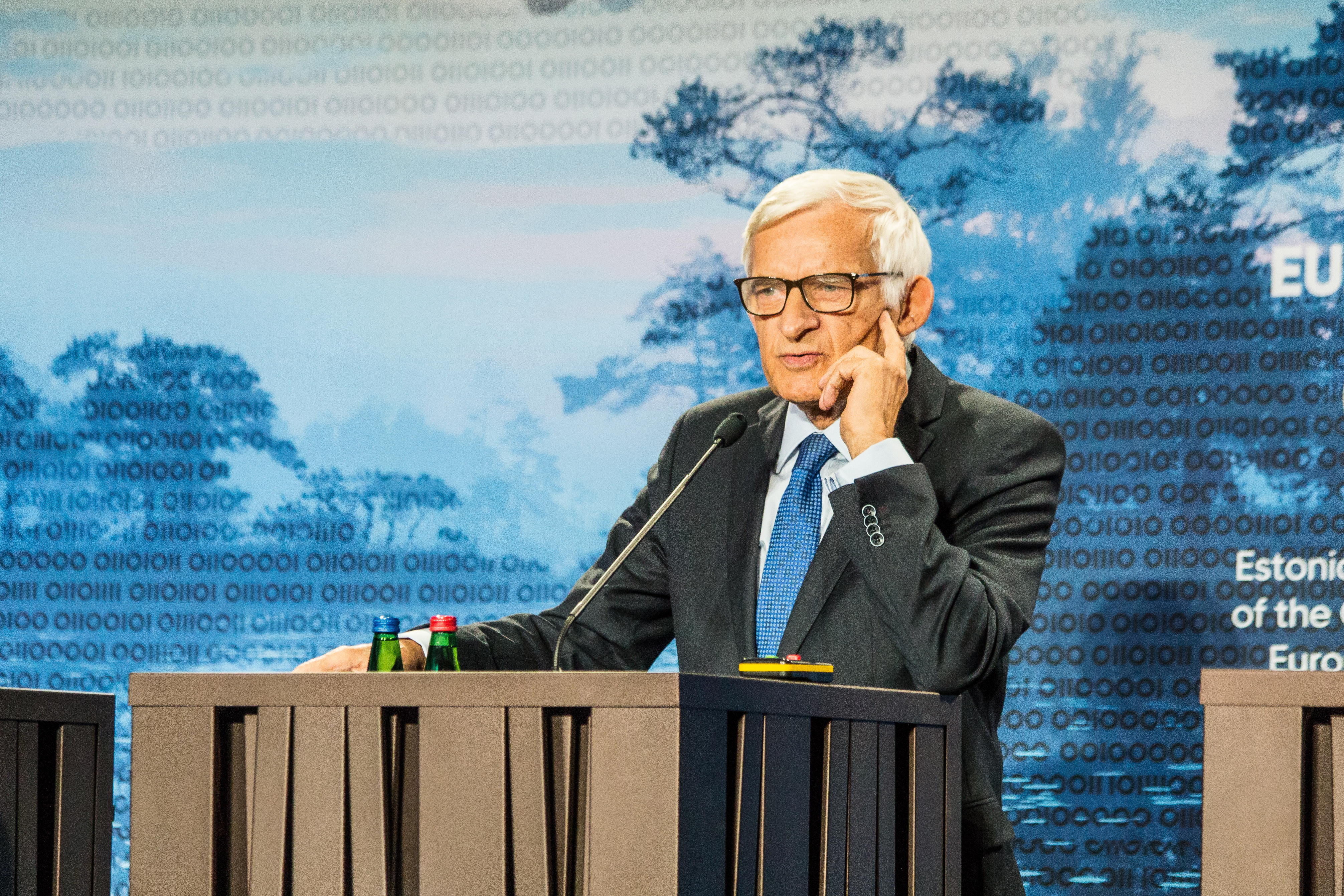
Przewodniczący kapituły, Jerzy Buzek

Kapituła zarządzająca Rankingiem Samorządów składa się z polityków, prawników, działaczy samorządowych oraz redaktorów Rzeczpospolitej. Należą do niej:
- Jerzy Buzek – przewodniczący kapituły, były premier RP, europoseł, były Przewodniczący Parlamentu Europejskiego
- Bogusław Chrabota – redaktor naczelny „Rzeczpospolitej”
- Anna Cieślak-Wróblewska – redaktorka „Rzeczpospolitej”
- Andrzej Porawski – dyrektor biura Związku Miast Polskich
- Jerzy Stępień – sędzia, prawnik, były prezes Trybunału Konstytucyjnego.
- Paweł Tomczak – dyrektor biura Związku Gmin Wiejskich RP
- Cezary Trutkowski – prezes Fundacji Rozwoju Demokracji Lokalnej
- Hanna Wawrowska – autorka i szef projektu „Rzeczpospolita. Życie regionów”

## Wyniki
| Rok  | Pierwsze trzy pozycje w rankingu                      | Pierwsze trzy pozycje w rankingu                    | Pierwsze trzy pozycje w rankingu        | Źródło                                                                                         |
| Rok  | gminy wiejskie                                        | gminy miejskie i miejsko-wiejskie                   | miasta na prawach powiatu               | Źródło                                                                                         |
| ---- | ----------------------------------------------------- | --------------------------------------------------- | --------------------------------------- | ---------------------------------------------------------------------------------------------- |
| 2017 | 1. Strawczyn 2. Zielonki 3. Dębno (woj. małopolskie)  | 1. Boguchwała 2. Mszczonów 3. Legionowo             | 1. Poznań 2. Bielsko-Biała 3. Nowy Sącz | pełne wyniki (archiwum). rankingsamorzadow.rp.pl. [zarchiwizowane z tego adresu (2021-04-07)]. |
| 2018 | 1. Wisznice 2. Strawczyn 3. Bobrowniki (woj. śląskie) | 1. Boguchwała 2. Podkowa Leśna 3. Ożarów Mazowiecki | 1. Zielona Góra 2. Rzeszów 3. Olsztyn   | pełne wyniki (archiwum)                                                                        |
| 2019 | 1. Wielka Wieś 2. Strawczyn 3. Wisznice               | 1. Morawica 2. Podkowa Leśna 3. Puławy              | 1. Sopot 2. Rybnik 3. Zielona Góra      | pełne wyniki (archiwum). rankingsamorzadow.rp.pl. [zarchiwizowane z tego adresu (2021-04-07)]. |
| 2020 | 1. Kleszczów 2. Padew Narodowa 3. Suchy Las           | 1. Morawica 2. Bieruń 3. Puszczykowo                | 1. Gliwice 2. Opole 3. Sopot            | podsumowanie wyników (archiwum). rankingi.rp.pl. [zarchiwizowane z tego adresu (2021-04-07)].  |